# Tranvia Biella-Oropa
La tranvia Biella-Oropa era una linea tranviaria interurbana che, tra il 1911 e il 1958, collegò il centro piemontese di Biella al vicino Santuario di Oropa.

## Storia

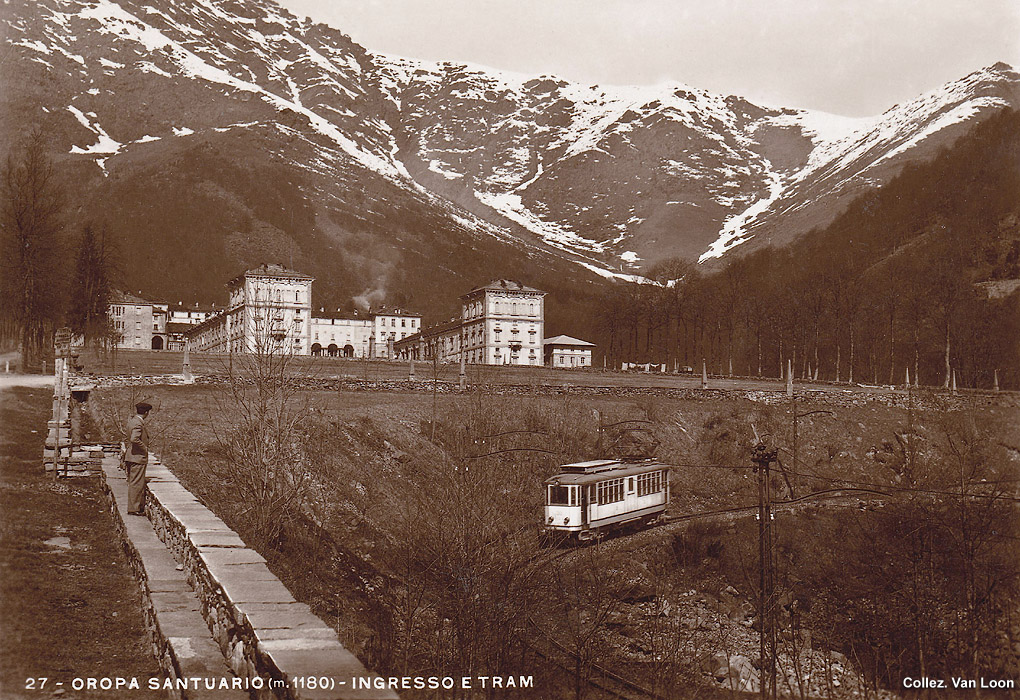
Arrivo al Santuario

Un primo progetto, redatto nel 1894 a cura di una società belga che intravedeva l'opportunità costituita dal crescente successo del turismo religioso diretto al santuario, fu ripreso nel 1899 a cura del geometra Maggiorino Perrone e degli ingegneri Biotto e Catella, che lo completarono nel 1902.
Costituita il 28 marzo 1909 la società Società Anonima Biella-Oropa per Trazione Elettrica (SABOTE), questa acquisì la concessione per la costruzione e l'esercizio della linea avviandone i relativi lavori.
La tranvia fu inaugurata il 4 luglio 1911, durante l'amministrazione del cav. Domenico Vallino, consentendo ai turisti di raggiungere gli stabilimenti idroterapici e favorendo gli abitanti di Favaro e Cossila grazie al nuovo e rapido collegamento con la città e le sue industrie.
La frequentazione del servizio fu da subito elevata, con oltre 200.000 persone registrate il primo anno di esercizio; l'orario era impostato su ventidue coppie nei mesi estivi (la metà nel periodo invernale); alcune di esse erano limitate alla tratta Biella-Favaro e viceversa.

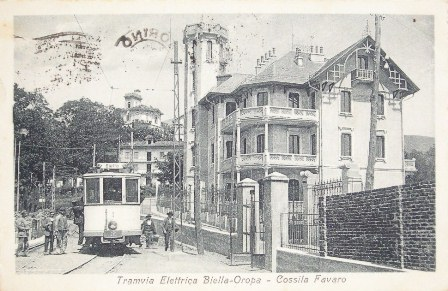
Stazione di Favaro

Nel 1920 la SABOTE acquisì dalla belga Société Générale des Chemins de Fer Economiques la ferrovia Biella-Mongrando che nel 1922 fu riclassificata come tranvia ed elettrificata a 750 volt in corrente continua, consentendo di realizzare un percorso diretto Mongrando-Biella-Santuario. Anche in virtù dell'immissione in servizio di nuovi rotabili appositamente acquisiti il traffico incrementò fino a raggiungere nel 1925 il numero di 922.894 passeggeri trasportati. Nel medesimo anno veniva inaugurata la linea Biella-Gaglianico-Sandigliano, prolungata l'anno seguente fino a Borriana.

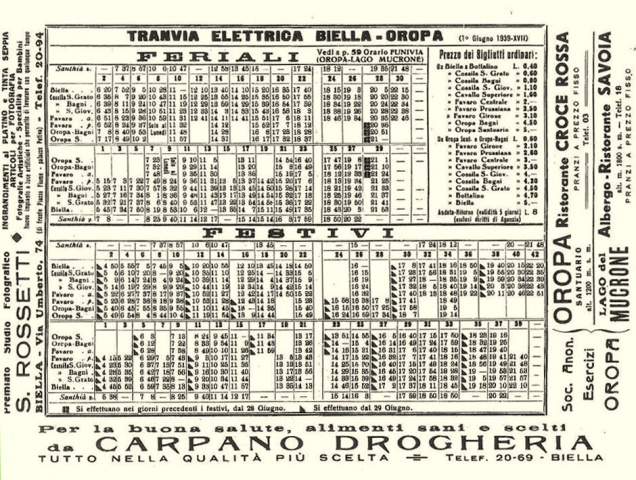
Orario del 1939

Nel 1927, si effettuarono alcuni lavori di ammodernamento tra i quali l'aumento della tensione di linea da 750 a 2400 Volt, il rinnovo dell'armamento, l'acquisto di ulteriori nuove elettromotrici e lo spostamento della stazione di Oropa dal primo piazzale all'area sottostante tra i padiglioni "Savoia" e "di Testata". Il santuario si era nel frattempo dotato di ulteriori infrastrutture turistiche quali le funivie di Oropa.
Al termine della seconda guerra mondiale, nel 1945, la linea tranviaria registrò il record di passeggeri trasportati, pari a 1 924 866.
Nel 1954, in un clima politico non favorevole agli investimenti nel trasporto su rotaia, la SABOTE, le Ferrovie Elettriche Biellesi e alcuni operatori su gomma locali vennero incorporate nella nuova Azienda Trasporti Autoferrotranviari (ATA), che si adoperò per la sostituzione della tranvia con un servizio automobilistico.
Il 29 marzo 1958 fu soppresso l'esercizio ferroviario, sostituito da un autoservizio. Nell'estate dello stesso anno furono rimossi i binari, mentre la linea aerea e le vetture furono demolite.
A ricordo della tranvia, nel 1997 fu acquisita e restaurata esteticamente un'elettromotrice della tranvia di Locarno, posta a monumento presso il santuario a ricordare l'impianto.

## Caratteristiche

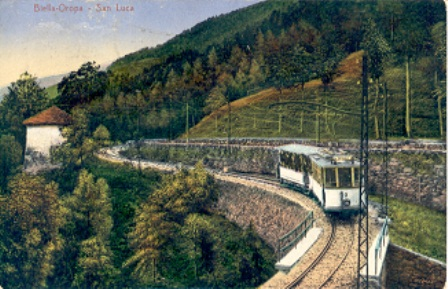
Transito a San Luca

La lunghezza della linea, armata a scartamento ridotto da 950 mm, risultava pari a era di 14,25 km.
L'alimentazione era inizialmente a corrente continua a 750 volt. Nel 1927 fu ammodernata la linea elettrica con catenaria e palificazione Mannesmann, elevando la tensione di linea a 2400 volt.
La sottostazione elettrica si trovava inizialmente a Favaro, dove avevano sede anche gli uffici amministrativi e il deposito-officina. Negli anni venti, fu poi spostata a Biella nell'edificio che ospitava la sottostazione delle Ferrovie Elettriche Biellesi, alimentate alla stessa tensione della tranvia.
Il percorso era tutto ad aderenza naturale con pendenza massima del 70 per mille su sezioni lunghe più di 800 metri e raggi di curvatura minimi di soli 25 metri, il che fece meritare alla tranvia l'appellativo di "Ardita d'Italia": infatti la Biella-Oropa era la seconda linea tranviaria italiana che superava i mille metri di altezza senza l'ausilio della cremagliera.

### Percorso
| Unknown route-map component "uexKBHFa" |

| Unknown route-map component "uexBHF" |

| Unknown route-map component "uexHST" |

| Unknown route-map component "uexHST" |

| Unknown route-map component "uexBHF" |

| Unknown route-map component "uexHST" |

| Unknown route-map component "uexHST" |

| Unknown route-map component "uexHST" |

| Unknown route-map component "uexBHF" |

| Unknown route-map component "uexHST" |

| Unknown route-map component "exCONTgq" | Unknown route-map component "exKBHFeq" | Unknown route-map component "uexBHF" |  |  |

| Unused urban continuation forward |

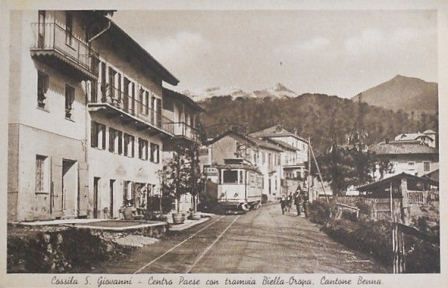
Fermata Cossila San Giovanni

Il tracciato si sviluppava sia su sede stradale, tra Biella e Favaro, sia in sede propria, nel tratto Favaro-Oropa, e presentava diversi tornanti tra i quali uno elicoidale, il cosiddetto Girone, posto alla progressiva 9+750 con cui la linea effettuava una curva di 360° sorretta da muraglioni a secco alti anche più di 8 metri e preceduta da una breve galleria.
La stazione di Biella, denominata "Giardini", sorgeva dirimpetto a quella della ferrovia Biella-Santhià, impianto di testa denominato Biella Piazza Vittorio Veneto, con il quale era possibile un agevole interscambio. Da qui la tranvia percorreva le vie Bertodano, Repubblica, Galilei, Marrocchetti e Ramella Germanin, per raggiungere il Bottalino. A Cossila San Grato e alla Vecchia erano presenti raddoppi per gli incroci dei treni.
Il capolinea originario della linea era ubicato nel primo cortile del Santuario, oltre i cancelli di ingresso, spostato poi nel 1928 sul lato destro del santuario, comportando l'eliminazione della galleria che usciva nei pressi del cosiddetto "prato delle oche".

## Materiale rotabile

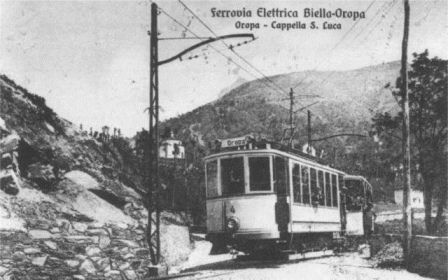
Elettromotrice a due assi e rimorchiata davanti alla Cappella di San Luca

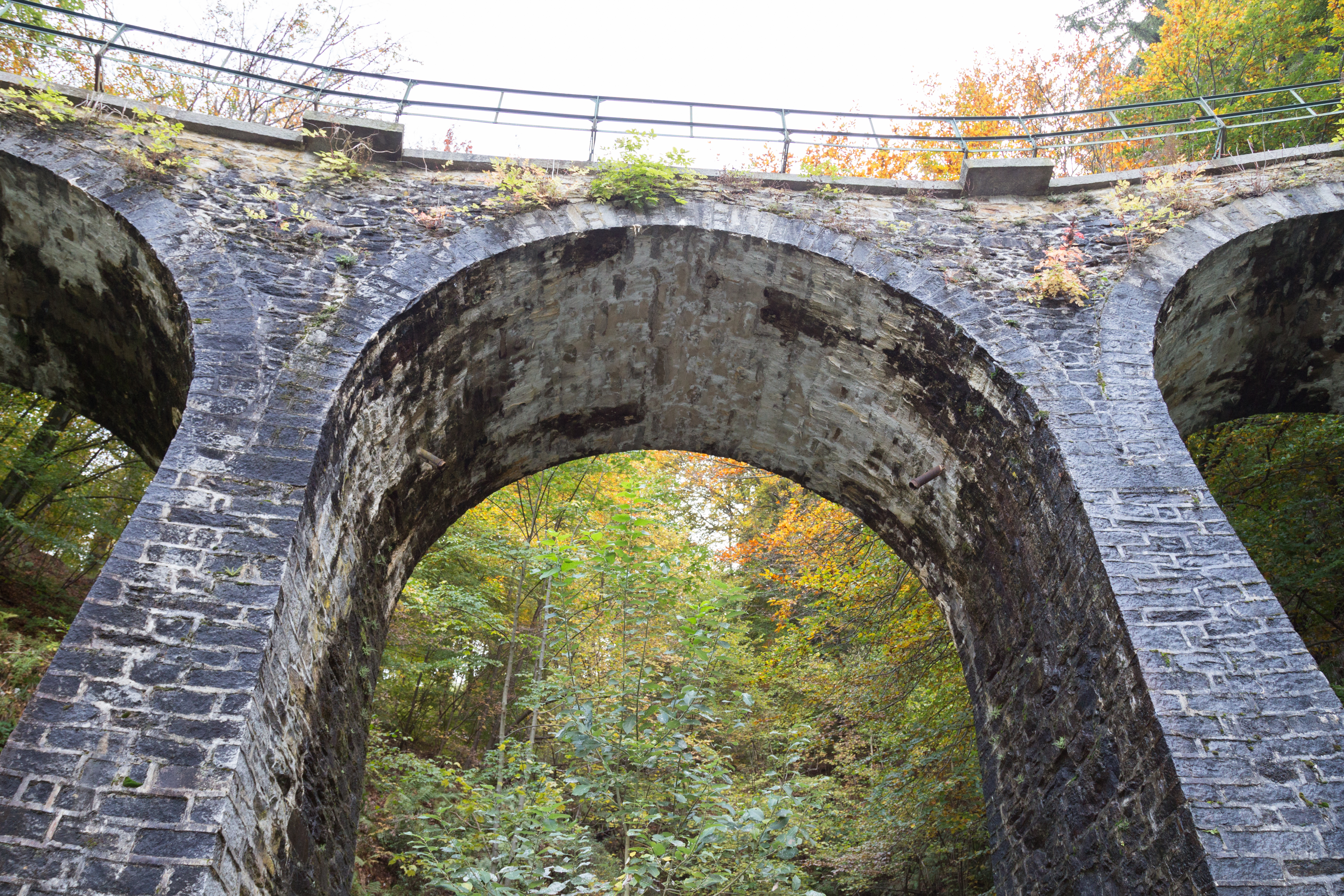
Un ponte della tranvia

Il materiale rotabile era inizialmente costituito da otto motrici a due assi da 51 kW di costruzione Belga/AeG Thomson-Houston (serie 1-8) e quattro rimorchiate del tipo "giardiniera", anch'esse a due assi, di costruzione Officine Meccaniche Magliola (serie 20-23, poi 50-53), cui si aggiungevano quindici carri merci aperti di costruzione Officine Meccaniche Magliola (serie 30-44, poi 100-114) e due chiusi di costruzione Officine Meccaniche Magliola (serie 50-51, poi 150-151), e un carro funebre, due carrelli scala per la manutenzione della linea aerea e alcuni carrelli di servizio.
Nel 1922 furono poste in servizio altre sette motrici a due assi, più potenti delle precedenti, di costruzione Carminati & Toselli (serie 9-16), cui se ne aggiunsero ulteriori tre nel 1925 realizzate dalle Officine Meccaniche Magliola (serie 17-19), anch'esse con equipaggiamenti elettrici TIBB. A tali rotabili si aggiungevano due carrozze aperte a carrelli (serie 24-25, poi 54-55) e dodici chiuse (serie 30-41, poi 70-81), tutte di costruzione Officine Meccaniche Magliola.
Nel 1927 furono introdotte ulteriori otto motrici a carrelli di costruzione Carminati & Toselli/TIBB (serie 30-37), parte di un lotto complessivo di sedici unità, e altre cinque carrozze giardiniere a carrelli (serie 41-56, poi 56-59). Nello stesso anno, alcune delle motrici di prima serie furono cedute ad altre amministrazioni: tre vetture finirono alle tranvie di Mondovì, mentre altre quattro andarono alle tranvie di Cagliari.
Negli anni trenta, tutte le carrozze a due assi furono trasformate a carrelli, mentre per alcune di quelle giardiniera, le numero 50, 51, 52, 58 e 59, si applicarono dei finestroni fissi e dei portasci sulle testate. Anche sulle carrozze chiuse 70, 71, 72 e 73 si applicarono i portasci.
Nei primi anni cinquanta, le motrici a carrelli 30, 31, 32, 33, 34 e 37, assieme alle carrozze 54, 74, 75 e 79, furono sottoposte ad un ammodernamento.

## Galleria d'immagini

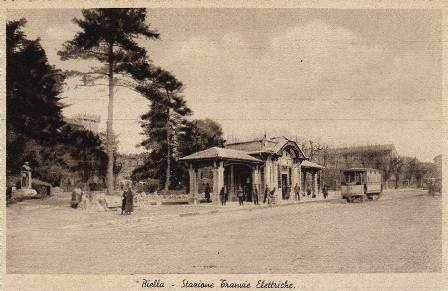
Stazione di Biella
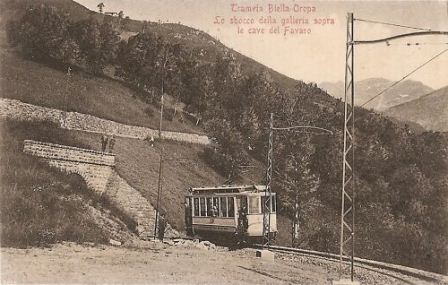
Galleria del Girone
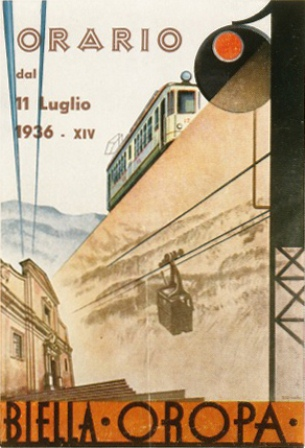
Copertina orario 1936
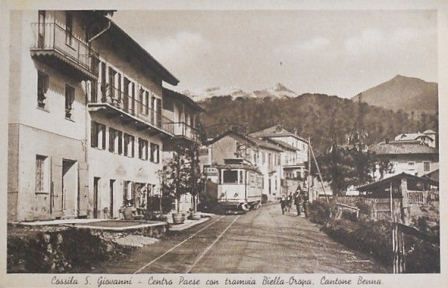
Cossila San Giovanni
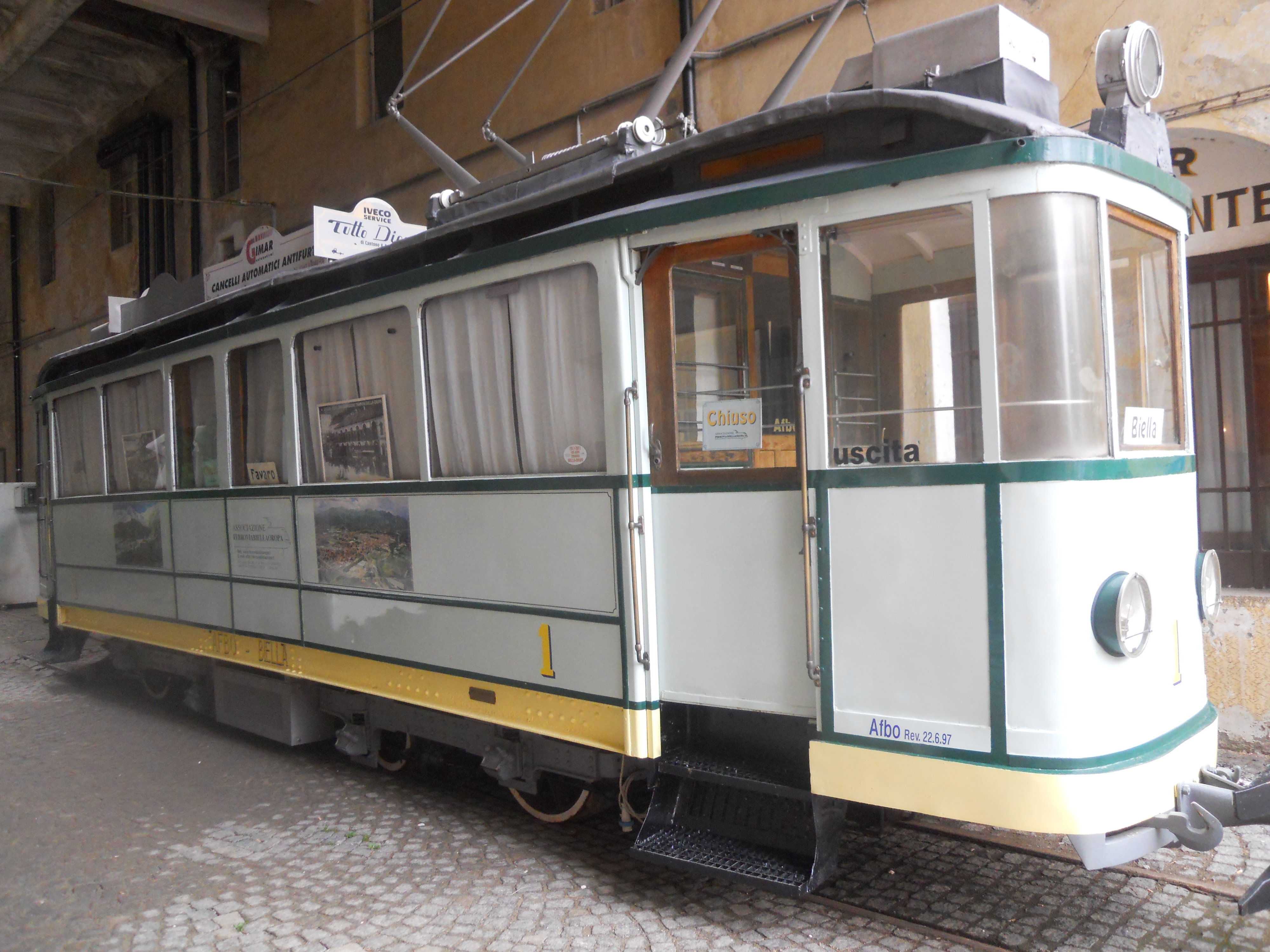
Tram di Locarno usato come monumento
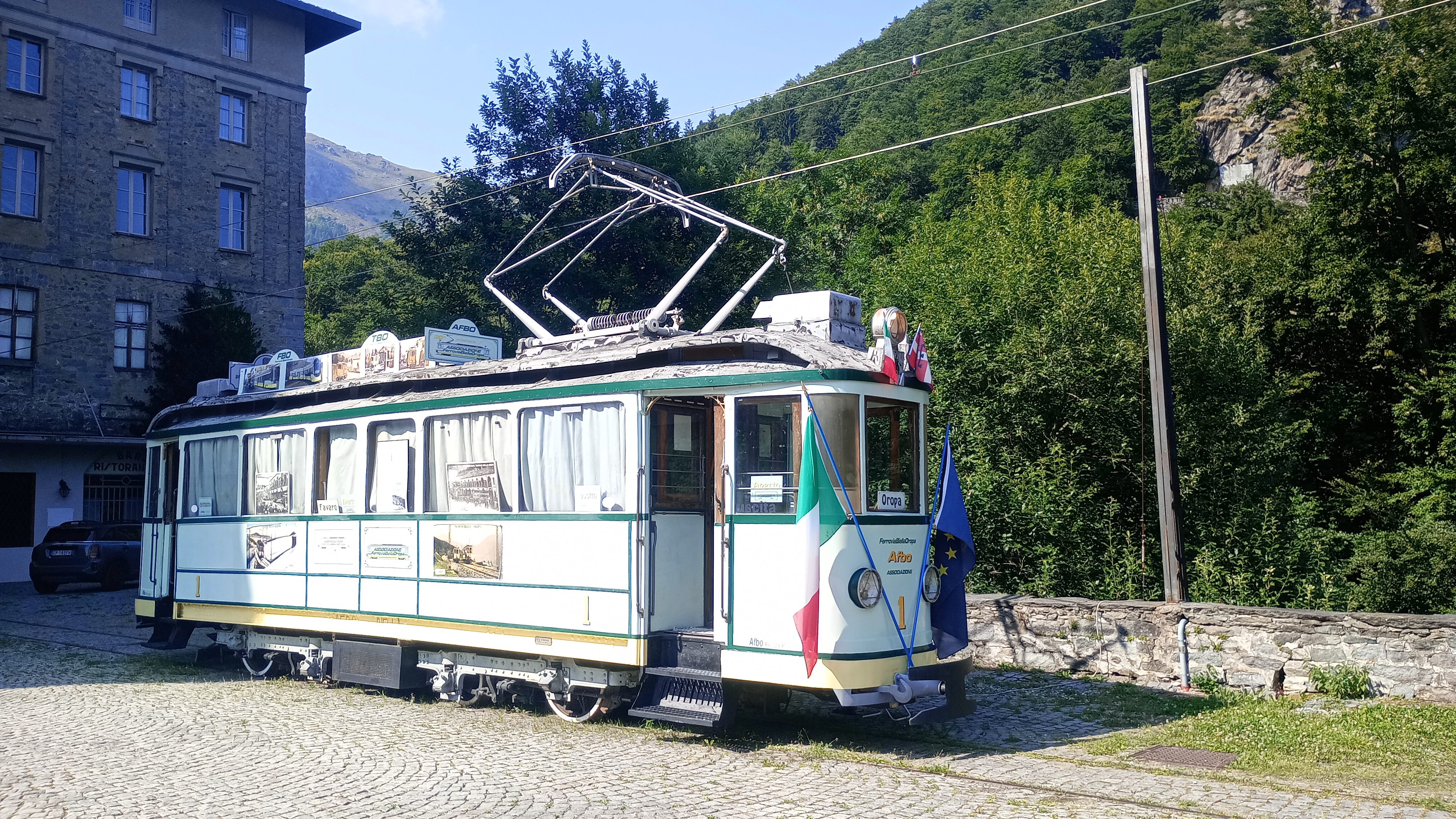
Vettura usata come sede espositiva